# Bezobratlí

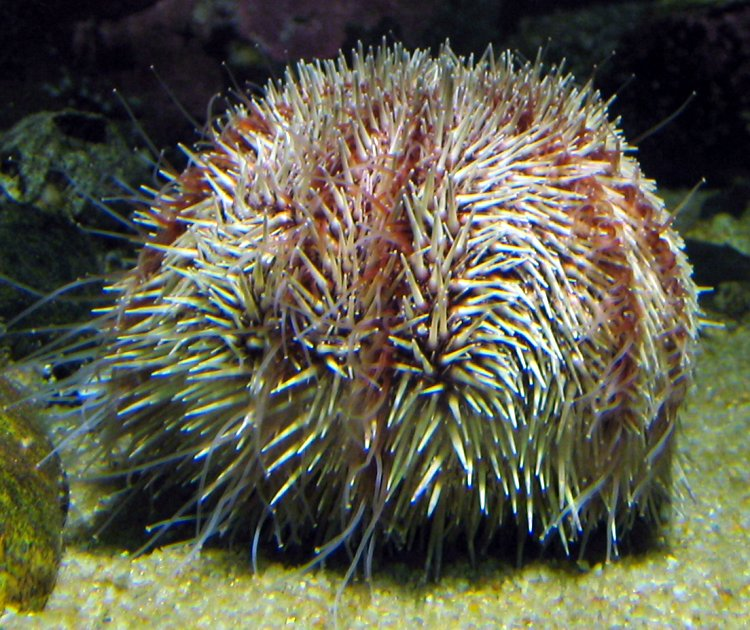
Ježovka ze skupiny ostnokožců

Bezobratlí (řídce bezobratlovci nebo bezpáteřní; latinsky Invertebrata, výjimečněji Evertebrata nebo Avertebrata) je velká skupina živočichů, představující asi 95 % všech živočišných druhů. Chybí jim obratle (= nemají páteř).
Řadí se sem všichni živočichové kromě obratlovců. Mírně odlišný význam má skupina bezestrunní, která nezahrnuje žádné strunatce. Jsou-li mezi bezobratlé řazeni pouze mnohobuněční živočichové, jedná se o parafyletický taxon. Historicky se však mezi bezobratlé řadili i prvoci, takto pojatý taxon je polyfyletický.
V moderní taxonomii se tento taxon již nepoužívá. Přesto má svůj didaktický význam: zoologie bezobratlých je často vyučovaný předmět na vysokých školách biologického zaměření, vychází i množství učebnic o bezobratlých.
Bezobratlí patří k nejpočetnější skupině živočichů v ČR, ale vzhledem k jejich nedostatečnému prozkoumání a nenápadnosti můžeme o přesném počtu druhů pouze spekulovat. V celé ČR se odhaduje počet bezobratlých na 40 500 druhů.